# رمزي كامبل
رمزي كامبل (بالإنجليزية: Ramsey Campbell) (و. 1946  م) هو كاتب، وروائي، وكاتب سيناريو، وكاتب خيال علمي بريطاني، ولد في ليفربول.

## جوائز وترشيحات
حصل على جوائز منها:
- جائزة أوغست ديرليث [الإنجليزية]‏ (2008)
- جائزة السيد الأعظم لمؤتمر الرعب العالمي [الإنجليزية]‏ (1999)
- جائزة عالم الخيال لأفضل مجموعة  [لغات أخرى]‏، عن عمل: Alone with the Horrors: The Great Short Fiction of Ramsey Campbell 1961–1991 [الإنجليزية]‏ (1994)
- جائزة أوغست ديرليث [الإنجليزية]‏ (1994)
- World Fantasy Award—Anthology [الإنجليزية]‏ (1991)
- جائزة أوغست ديرليث [الإنجليزية]‏ (1991)
- جائزة أوغست ديرليث [الإنجليزية]‏ (1989)
- جائزة أوغست ديرليث [الإنجليزية]‏ (1988)
- جائزة أوغست ديرليث [الإنجليزية]‏ (1985)
- جائزة أوغست ديرليث [الإنجليزية]‏ (1981)
- World Fantasy Award—Short Fiction [الإنجليزية]‏ (1980)
- World Fantasy Award—Short Fiction [الإنجليزية]‏ (1978).

ترشح لـ:
- جائزة أوغست ديرليث [الإنجليزية]‏ (2009)
- World Fantasy Award—Anthology [الإنجليزية]‏ (2004)
- جائزة لوكوس لأفضل رواية فانتازيا (1987).

## وصلات خارجية
- رمزي كامبل على موقع IMDb (الإنجليزية)
- رمزي كامبل على موقع ألو سيني (الفرنسية)
- رمزي كامبل على موقع ميوزك برينز (الإنجليزية)
- رمزي كامبل على موقع أول موفي (الإنجليزية)
- رمزي كامبل على موقع قاعدة بيانات الفيلم (الإنجليزية)
- رمزي كامبل على موقع كينوبويسك (الروسية)